# Villa Gadelius, Lidingö

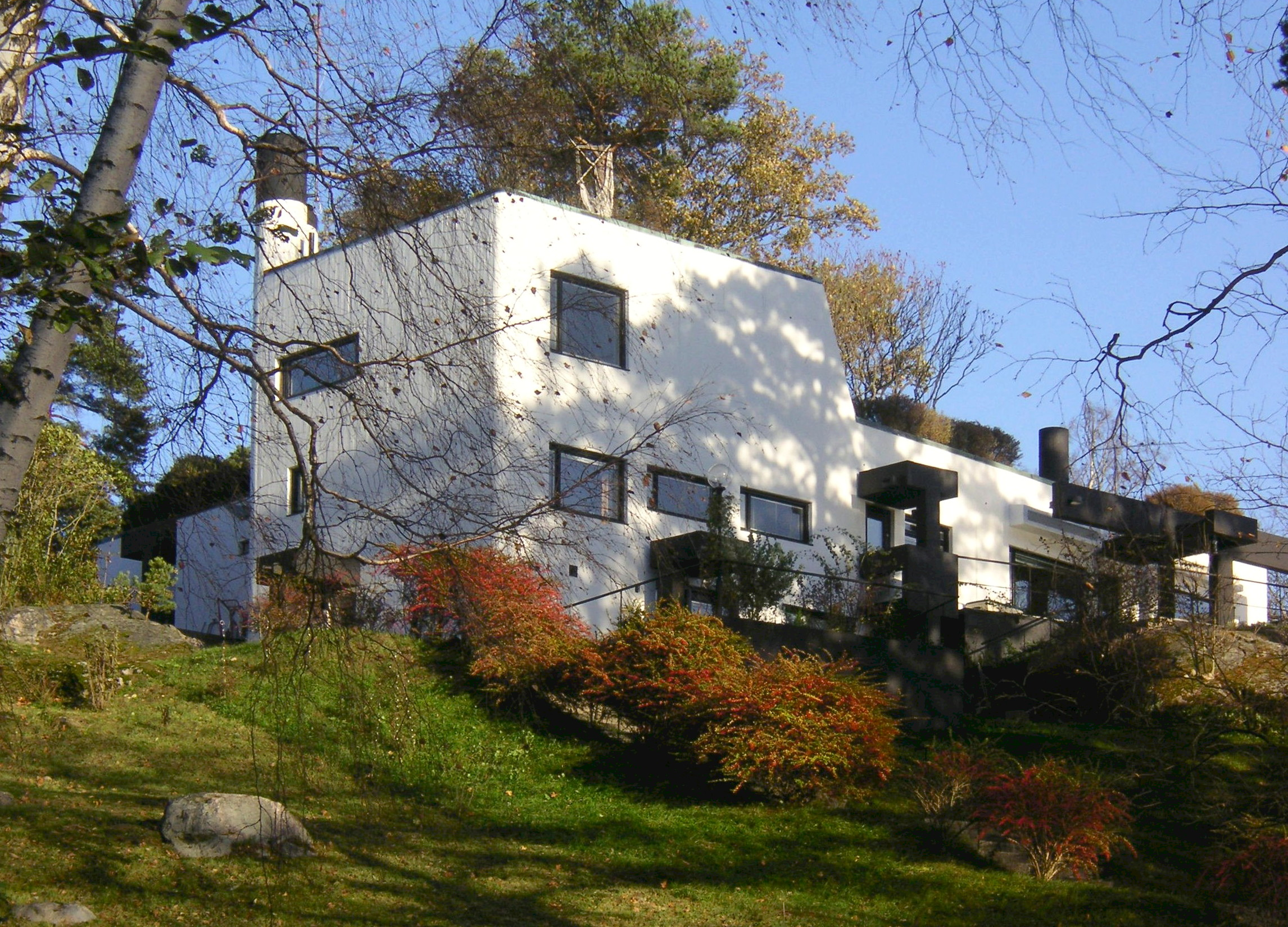
Villa Gadelius hösten 2006.

Villa Gadelius är en privatvilla vid Elfviksvägen 36 i kommundelen Rudboda i Lidingö kommun. Villan ritades 1961 av arkitekt Ralph Erskine för affärsmannen Knut Saburo Gadelius (1921-1989).

## Beskrivning

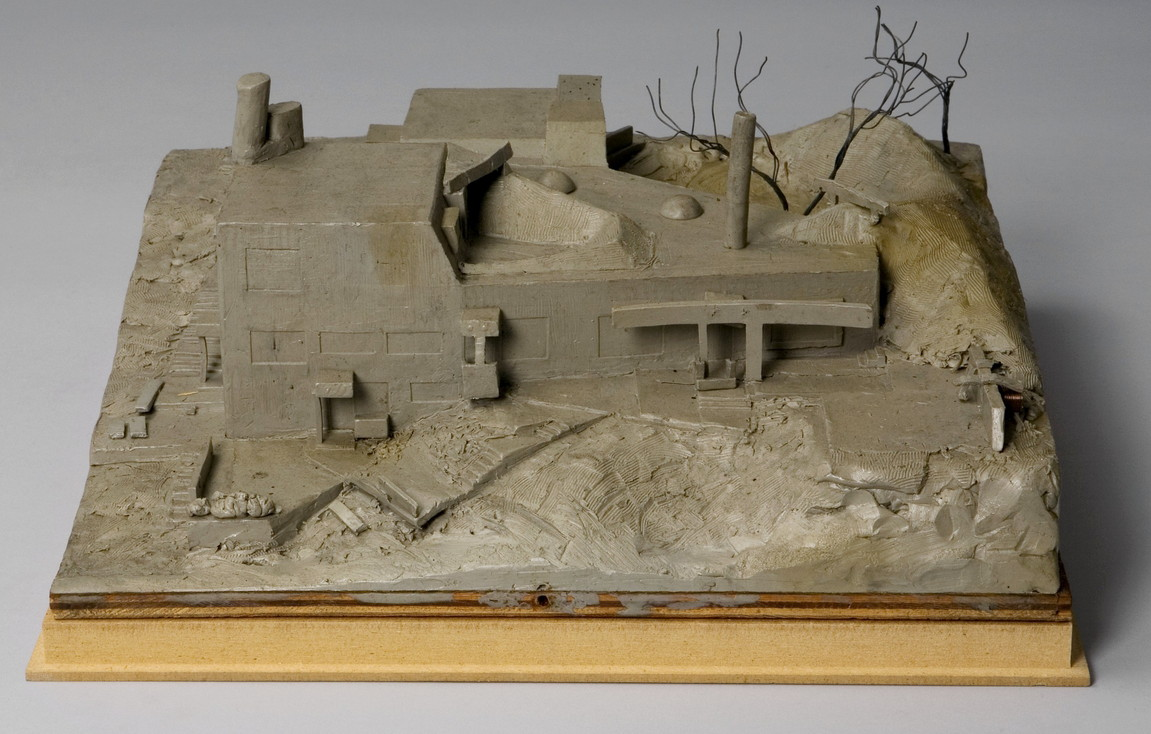
Lermodell från 1961.

Villan ligger högst upp på en brant södersluttning ner mot Kyrkvikens vatten. Erskine tillämpade här sin ”organiska” arkitekturstil med många rundningar, höjdskillnader och sidoförskjutningar i fasad och byggnad. Även Erskins förståelse för det hårda nordiska klimatet har lämnat sina spår vid gestaltning av denna byggnad. Husets plan liknar en tratt, smal mot norr och bred mot söder. Mot norr är fasaderna låga för att minimera påverkan av vind och kyla, mot söder och solen öppnar sig huset med stora fönster i tre våningar. Iögonfallande är en typisk Erskinsk detalj, två runda skorstenar som för tanken till ett fartygs skorstenar. 
Huset är konstruerat helt i betong med invändig isolering. Balkonger och skärmtak är något separerade från husets byggnadskropp, vattenavrinningen från skärmtaken sker via kraftiga vattenkastare, även dessa i betong. Taket är täckt med gräs. Fasaderna var ursprungligen omålade, idag är betongen vit avfärgat och detaljer som räcken, skärmtak, skorstenstoppen, stödmurar och fönstersnickerier håller en mörk antracitgrå nyans.
Byggherren Knut Gadelius var född och delvis uppvuxen i Japan. Han hade genom handelshuset Gadelius Holding Ltd. goda kontakter i Japan och huset skulle fungera både som hem men även kunna användas för representation, vardagsrummets yta kunde utökas med hjälp av skjutväggar mot två angränsande rum. 
Tidskriften Betongs ”Sveriges sju underverk i betong” rankar Villa Gadelius under övriga kandidater tillsammans med bland annat Årstabron, Berwaldhallen och Dunkers kulturhus.

### Historiska bilder
Den 4 augusti 1961 besökte arkitekturfotografen Sune Sundahl nybyggda Villa Gadelius och dokumenterade byggnaden:

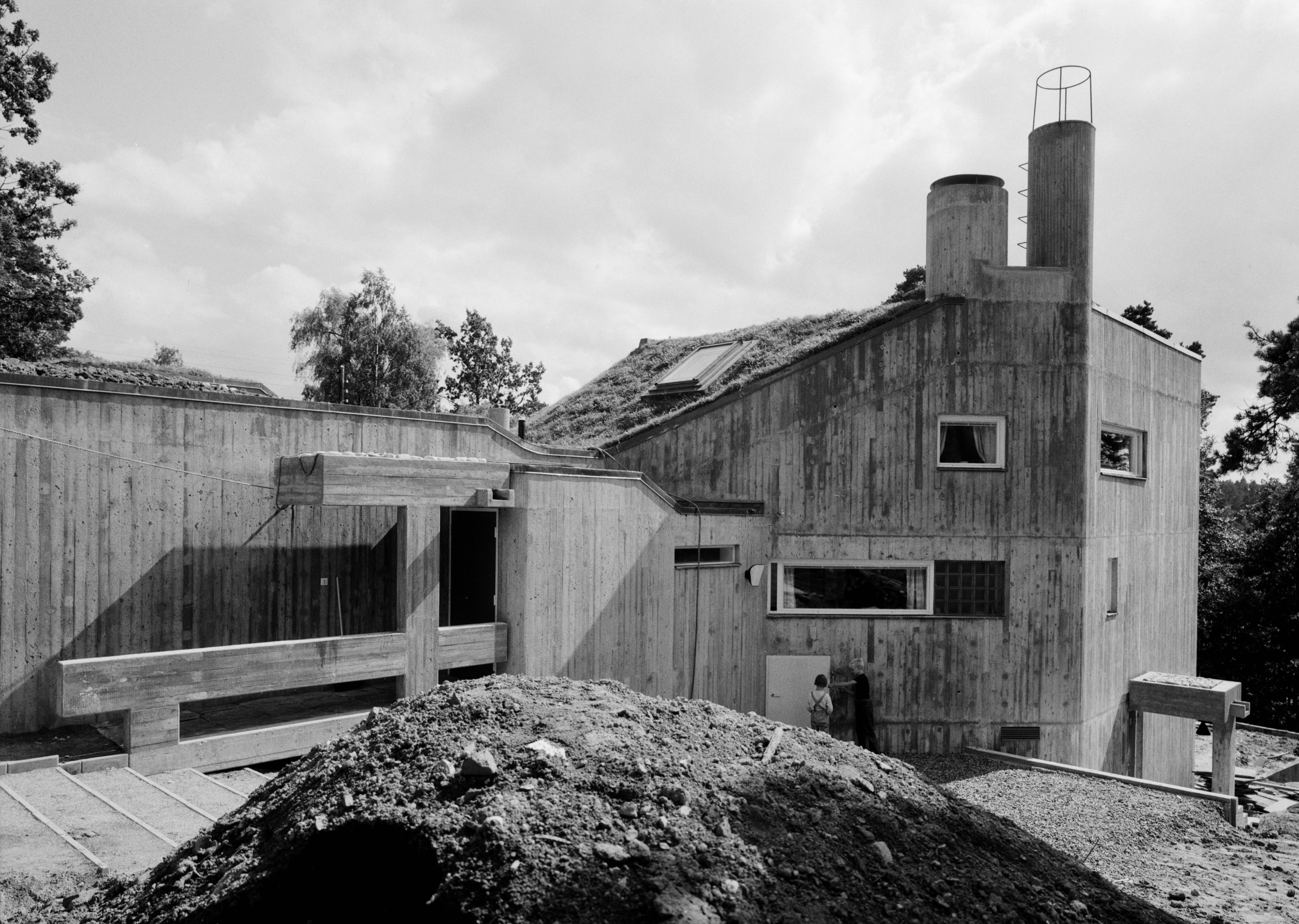
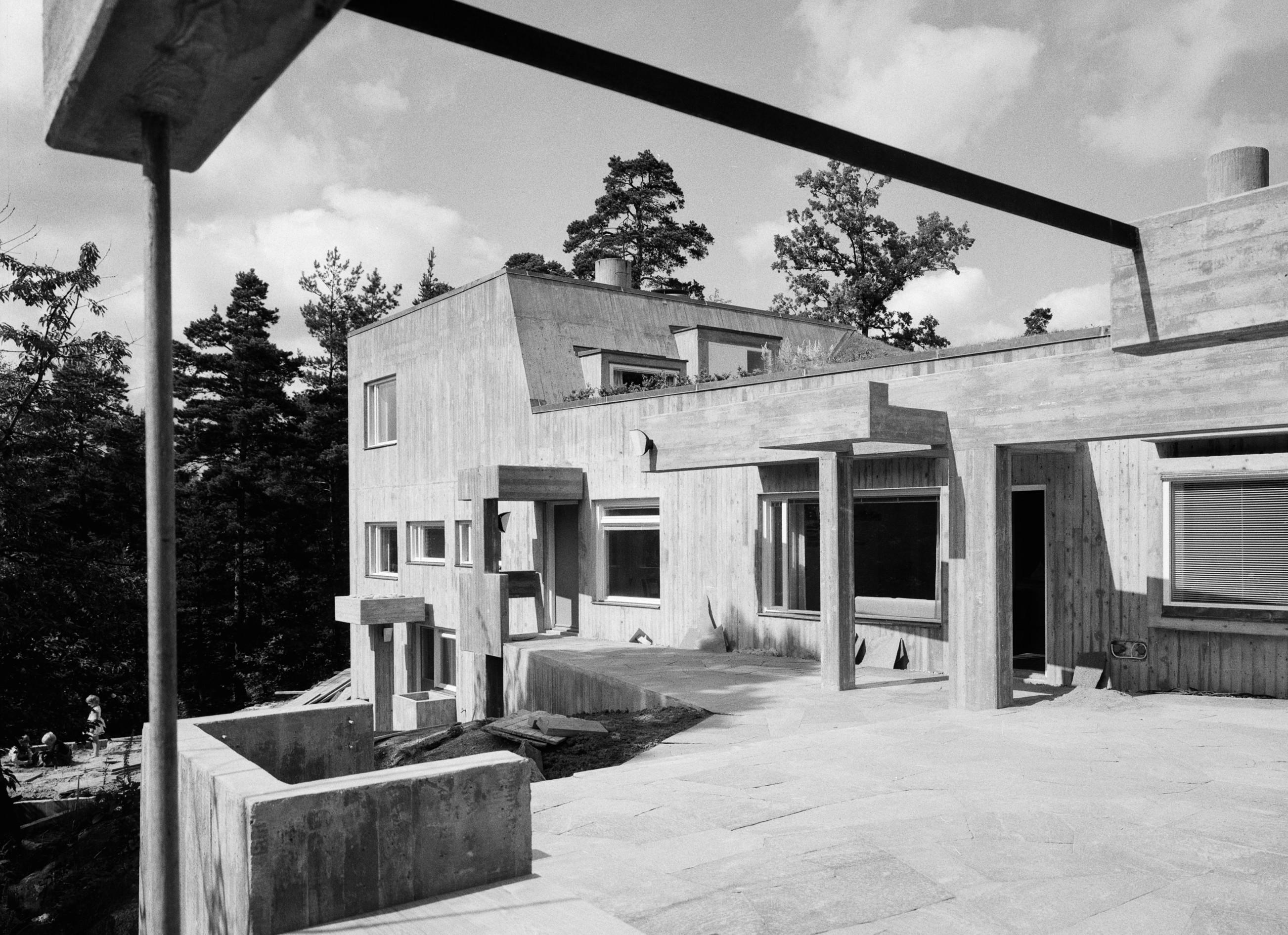
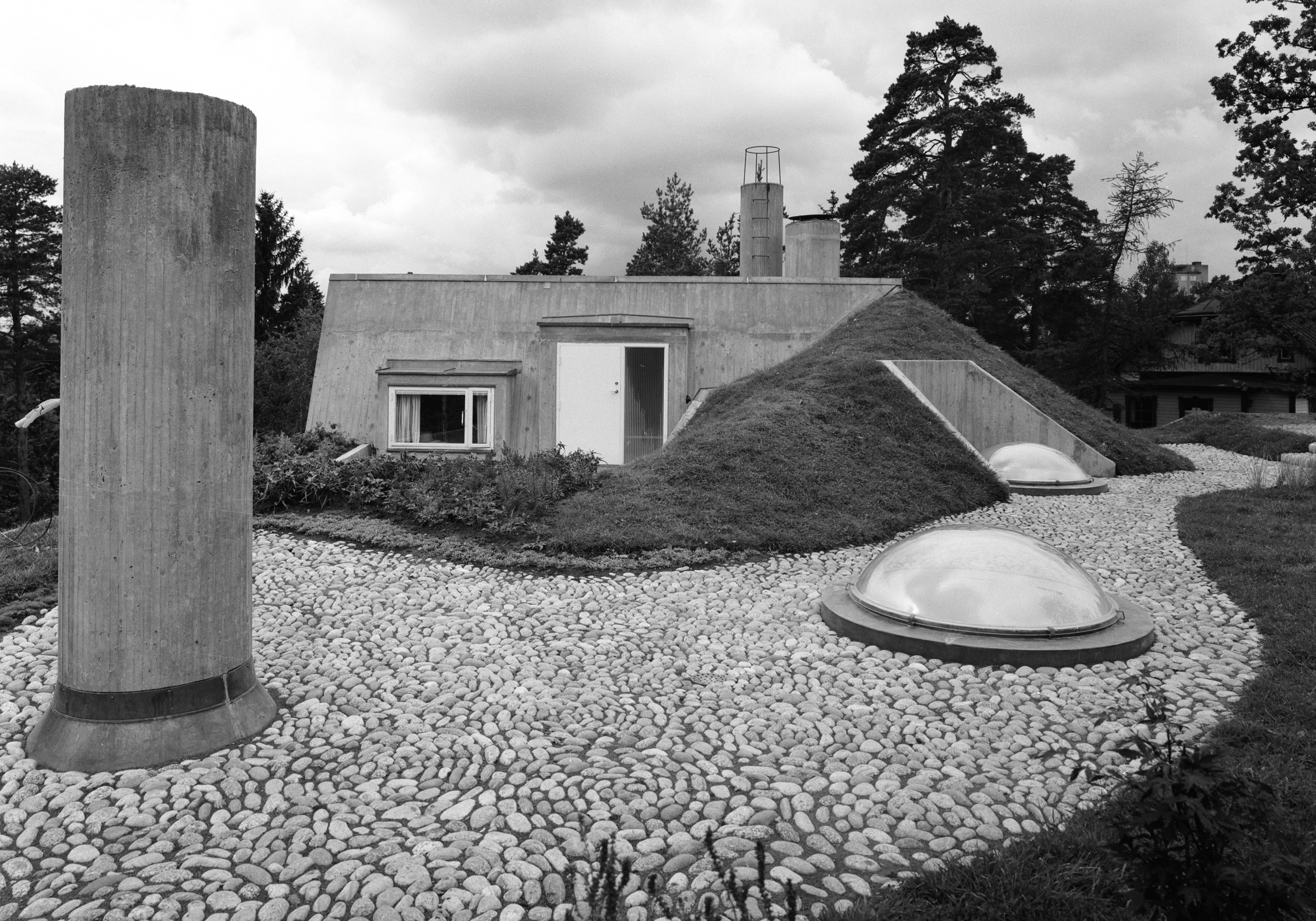
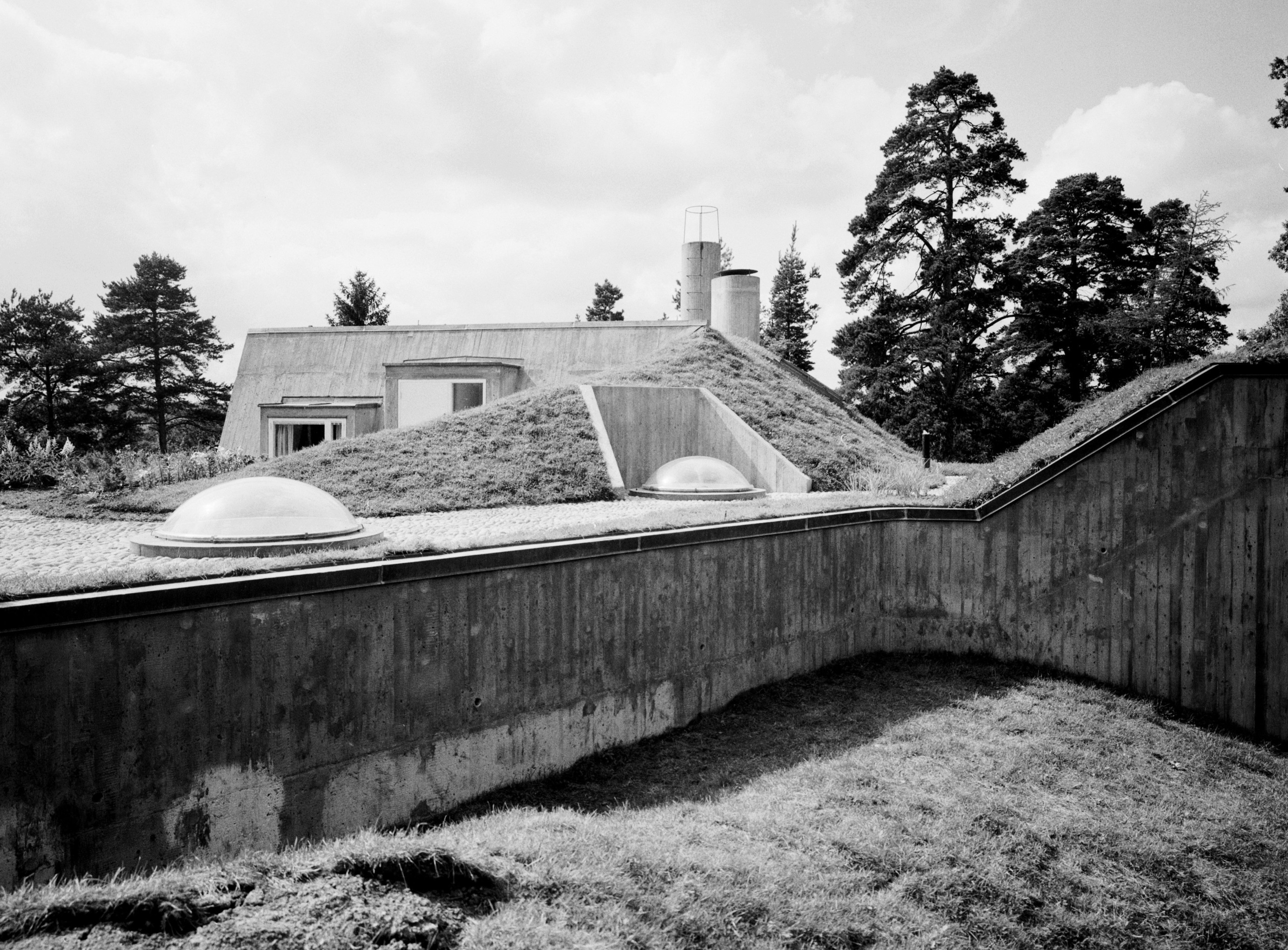

### Nutida bilder

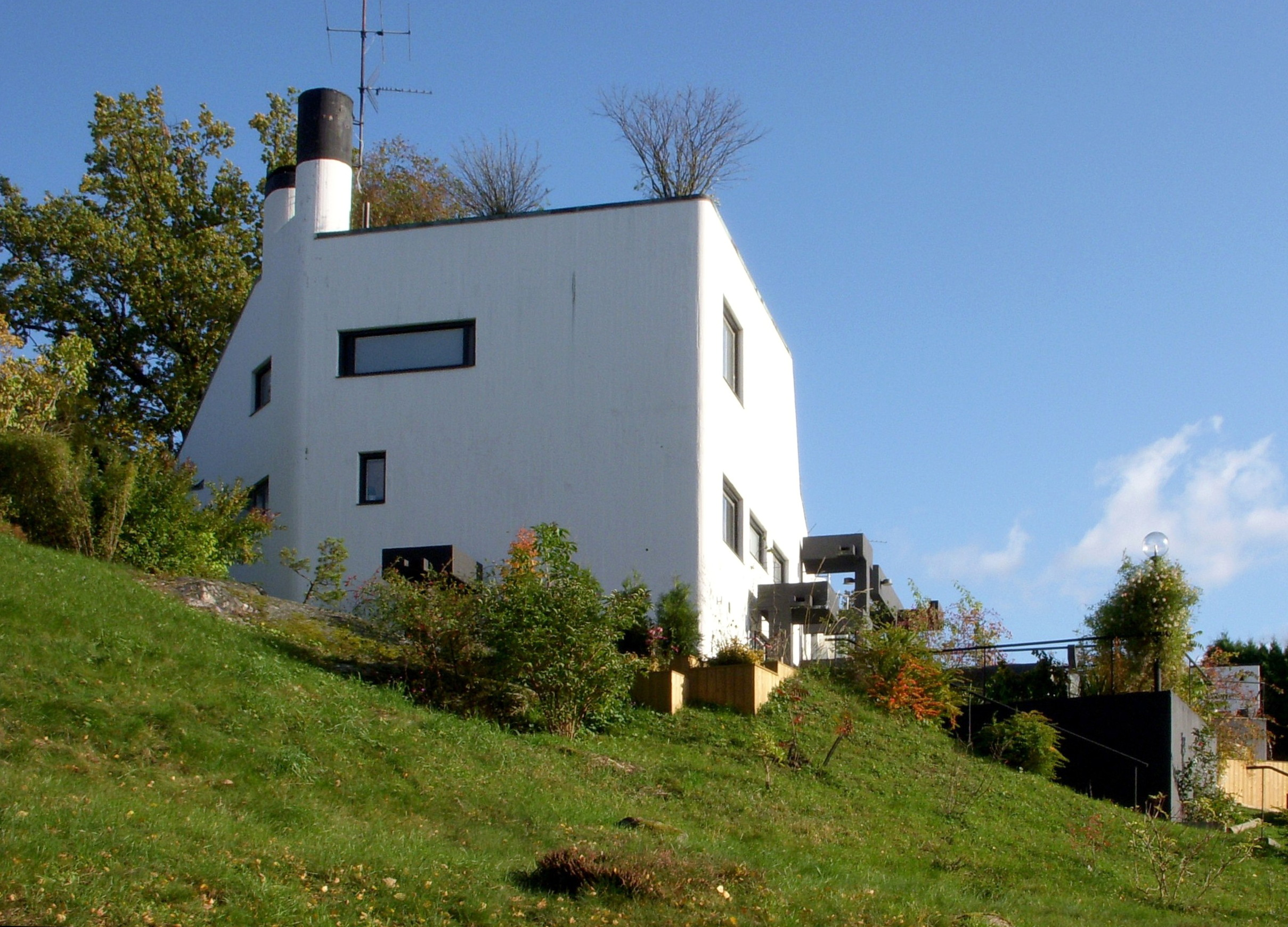
Villan i slänten
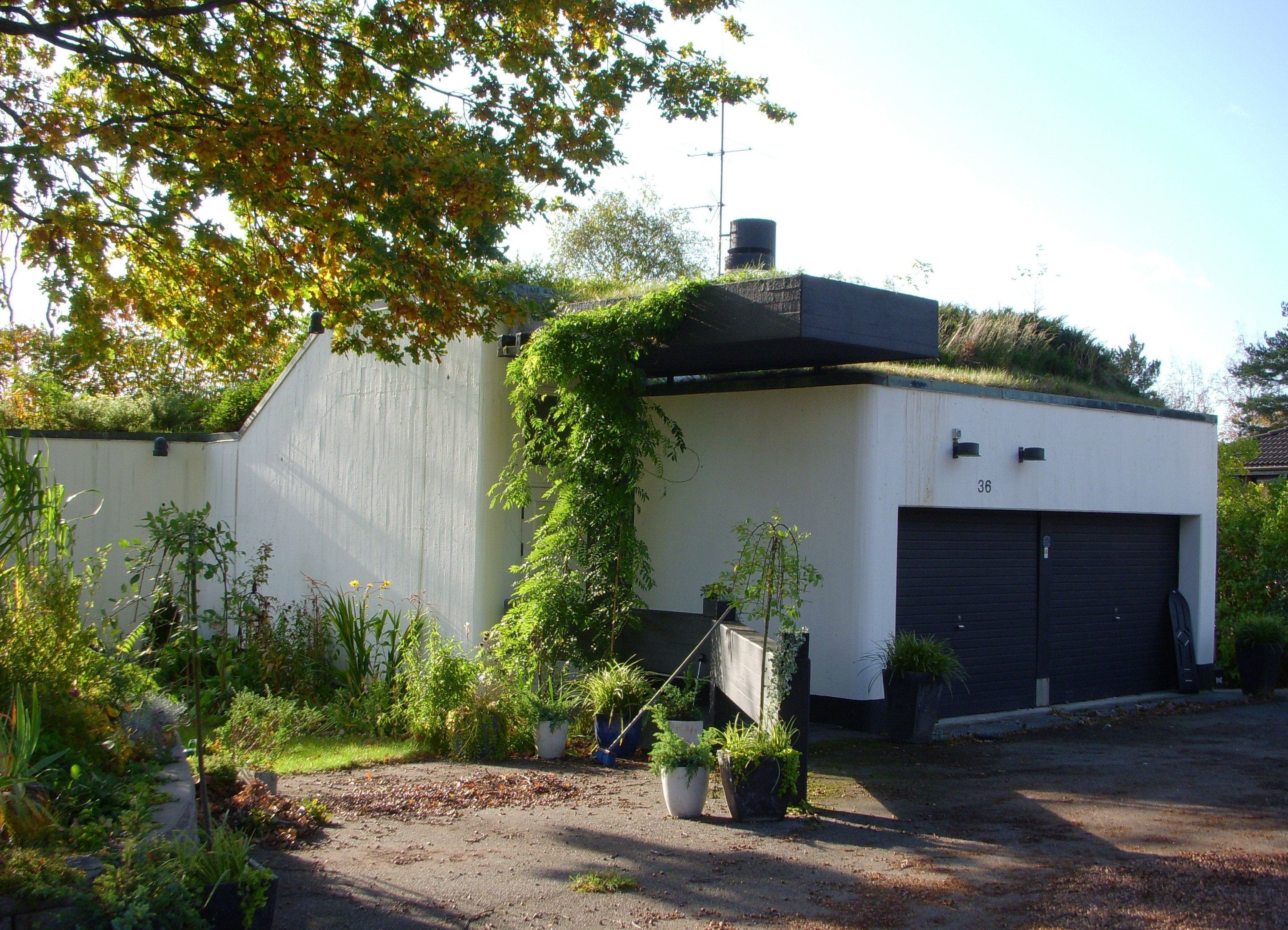
Norrsidan och entré
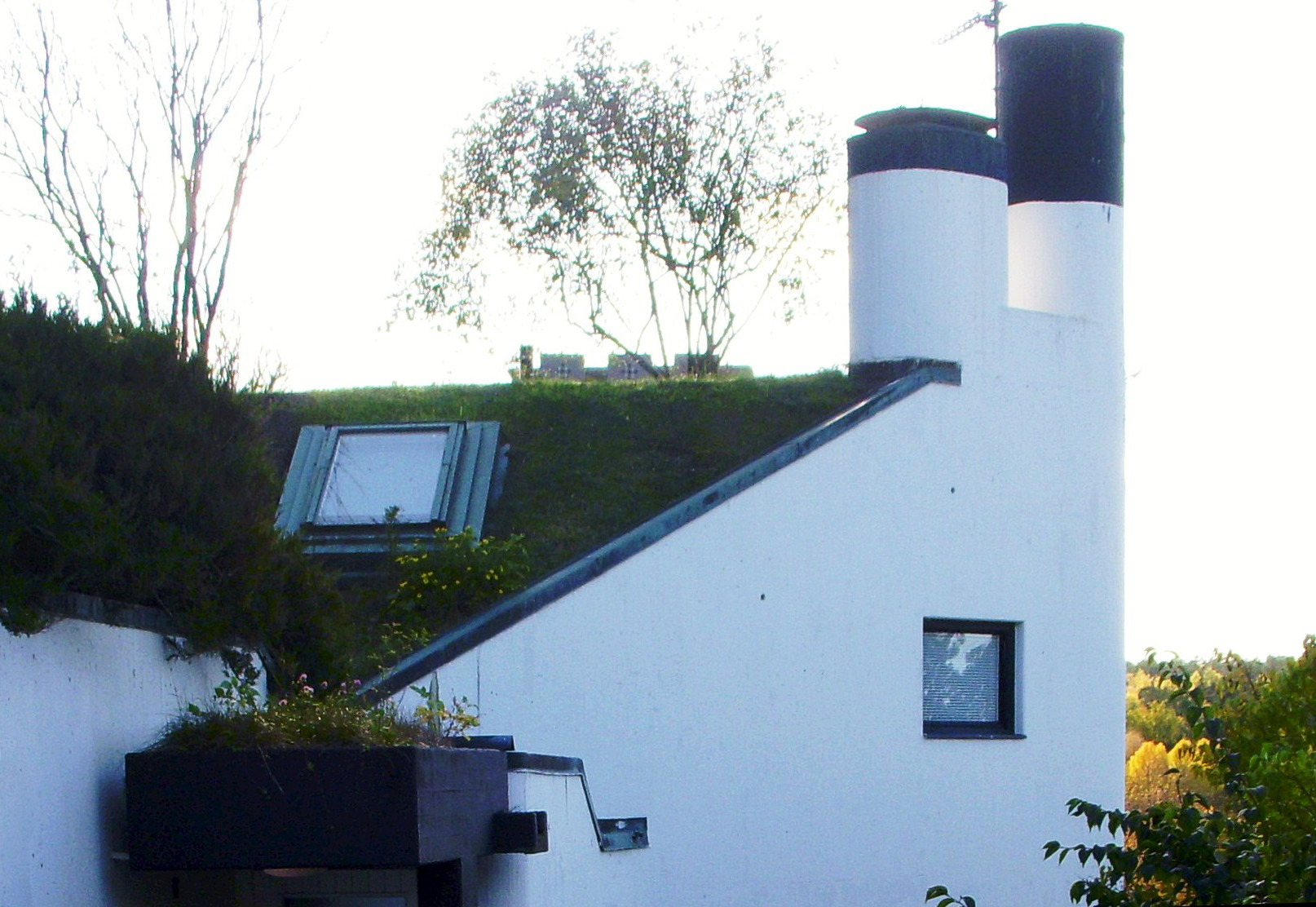
Skorstensdetalj
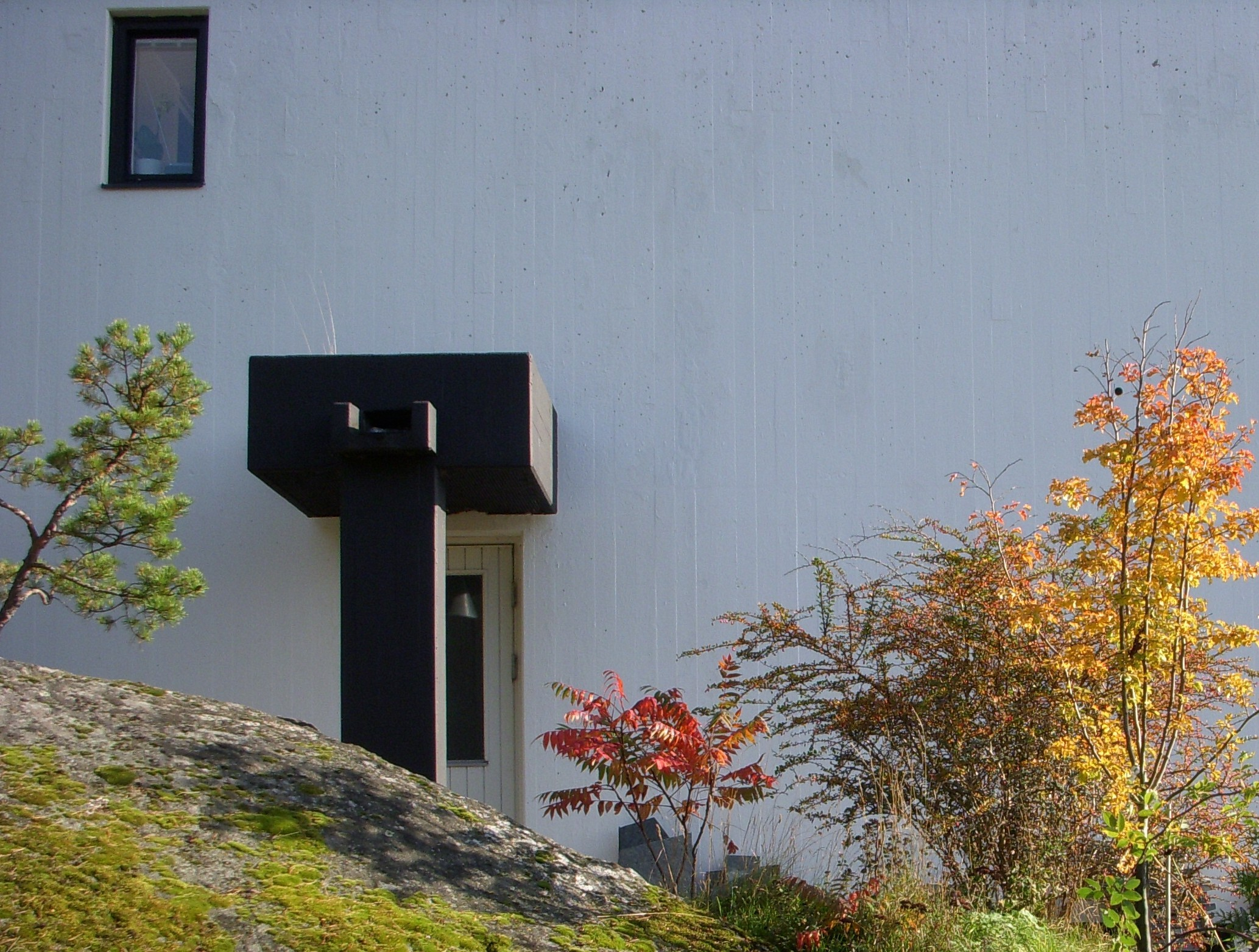
Skärmtaksdetalj med vattenutkastare